# Opistophthalmus lornae
Espèce
Opistophthalmus lornae est une espèce de scorpions de la famille des Scorpionidae.

## Distribution
Cette espèce se rencontre en Namibie au ǁKaras et en Afrique du Sud au Cap-du-Nord,.

## Étymologie
Cette espèce est nommée en l'honneur de Lorna Ferguson.

## Publication originale
- Lamoral, 1979  : The scorpions of Namibia (Arachnida: Scorpionida). Annals of the Natal Museum, vol. 23, no 2, p. 497–784.